# Diplazium stokeyae
Diplazium stokeyae är en majbräkenväxtart som beskrevs av George Richardson Proctor.
Diplazium stokeyae ingår i släktet Diplazium och familjen Athyriaceae. Inga underarter finns listade i Catalogue of Life.